# Lamprophyllit
Lamprophyllit (russisch Лампрофиллит) ist ein seltenes Mineral aus der Mineralklasse der „Silikate und Germanate“ (Gruppensilikate). Es tritt in zwei verschiedenen Polytypen auf, die im monoklinen Kristallsystem (Polytyp Lamprophyllit-2M) bzw. im orthorhombischen Kristallsystem (Polytyp Lamprophyllit-2O) jeweils mit der Zusammensetzung (SrNa)Ti2Na3Ti(Si2O7)2O2(OH)2 kristallisieren – ist also ein komplex zusammengesetztes Alkali-Erdalkali-Titan-Silikat mit zusätzlichen Hydroxidionen. Strukturell gehört Lamprophyllit zu den Gruppensilikaten (Sorosilikaten).
Lamprophyllit bildet nach {100} plattige, nach der c-Achse [001] gestreckte Kristalle, die bis 20 cm Größe erreichen, aber nur selten gut ausgebildete Endflächen zeigen. Charakteristisch sind sternförmige und garbenartige Cluster, die zu radialstrahligen Aggregaten zusammentreten. Er wird von Mikroklin, Nephelin, Aegirin, Arfvedsonit, Lorenzenit, Eudialyt, Lomonosovit, Murmanit, Villiaumit, Pektolith, Fenaksit und Delhayelith (Lowosero-Tundren und Chibinen) bzw. von Mikroklin, Nephelin, Katapleiit, Aegirin, Calcit, Fluorit, Analcim und Pektolith (Pilanesberg im gleichnamigen alkalischen Ringkomplex nördlich von Rustenburg, Distrikt Bojanala Platinum, Provinz Nordwest, Südafrika) begleitet.
Eine Typlokalität ist für Lamprophyllit nicht definiert. Obwohl er erstmals in den Lowosero-Tundren und wenig später auch in den Chibinen gefunden wurde, wird als „Typlokalität“ allgemein nur die Halbinsel Kola in Russland angegeben.

## Etymologie und Geschichte

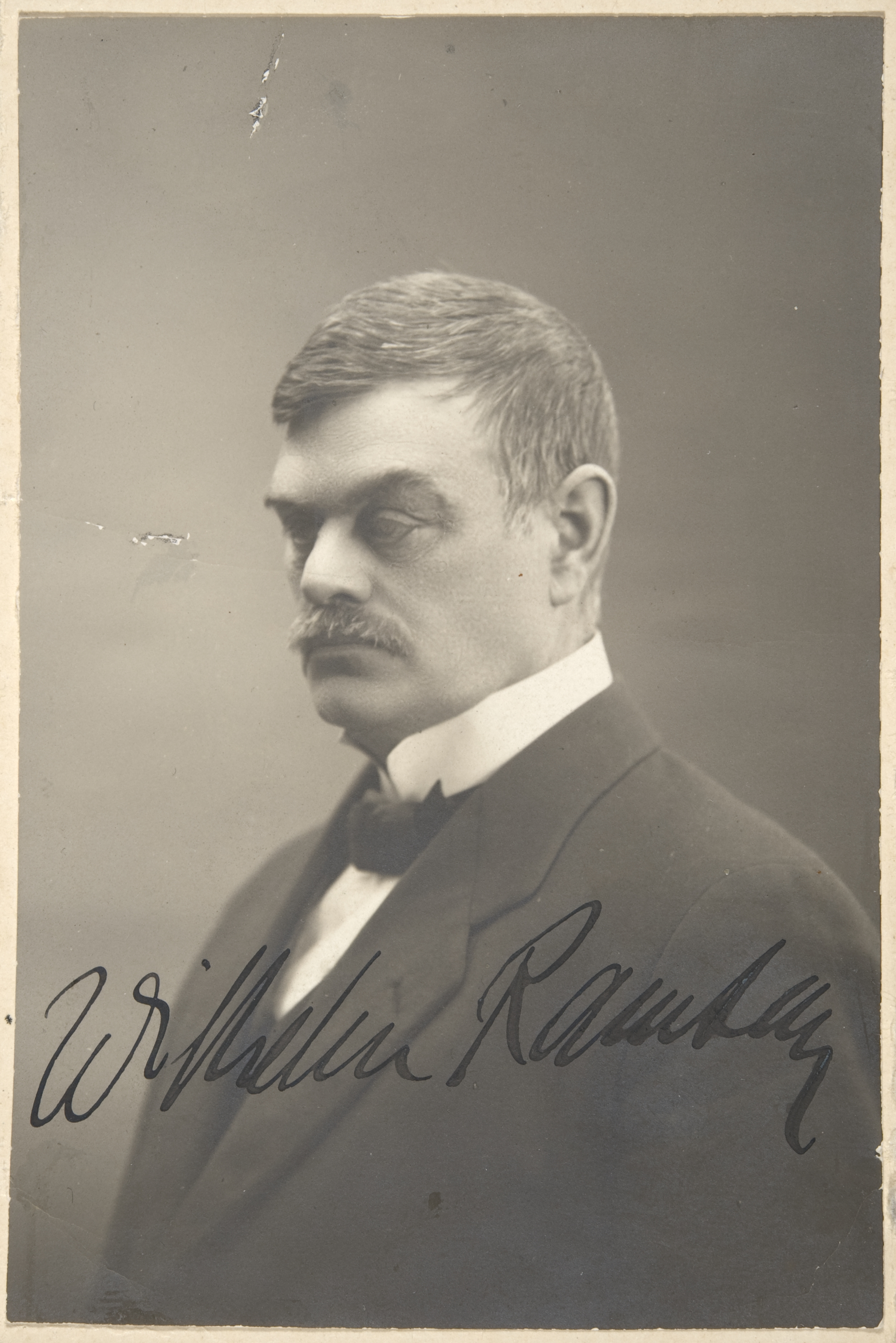
Wilhelm Ramsay – der Erstfinder des Minerals Lamprophyllit

Das heute als Lamprophyllit bekannte Mineral wurde erstmals von Wilhelm Ramsay an einer heute nicht mehr verifizierbaren Lokalität in den Lowosero-Tundren gefunden und wie folgt charakterisiert:

„(2). In der Grenzvarietät kommt ein gelbbraunes Mineral vor, welches meistens zahlreiche in der Gesteinsmasse zerstreute Häufchen von mehreren winzig kleinen Krystallen bildet. In Dünnschliffen hat es auf den ersten Blick eine sehr grosse Ähnlichkeit mit Låvenit. Bei näherer Untersuchung zeigt sich indessen keine volle Übereinstimmung. Bisweilen kann dieses Mineral auch in einzelnen cm langen Individuen auftreten, welchen die äussere Farbe und eine hier auftretende, fast glimmerartige Spaltbarkeit eine gewisse Ähnlichkeit mit dem Astrophyllit schenken. Die Krystalle sind säulenförmig ausgebildet mit einem breiten Pinakoid (100) und Prisma (110).“

Wenig später konnte Victor Axel Hackman dieses Mineral in Gesteinsproben aus den Chibinen intensiver untersuchen und legte eine nahezu vollständige Beschreibung vor.

„Mit dem Namen L a m p r o p h y l l i t bezeichne ich auf den Vorschlag W. Ramsays hin ein bisher nur vom Nephelinsyenite des Lujavr-Urt bekanntes astrophyllitähnliches Mineral. Dieses Mineral ist häufig schon makroskopisch bemerklich in einige Millimeter langen gelbbraunen platten Säulchen, die glimmerartigen halbmetallischen Glanz auf einer gut ausgebildeten Spaltfläche besitzen.“

Hackman benannte das Mineral nach den griechischen Wörtern λάμπρος [lámpros] und φύλλον [fýllon] für „glänzen“ und „Blatt“ mit Bezug auf den glimmerartigen Glanz auf den Spaltflächen.
Im Jahre 1921 untersuchte C. C. Smirnow mehrere Dünnschliffe von Lamprophyllit-Proben, die aus Material der Fersman-Expeditionen stammten. Obwohl die erste Beschreibung für das Mineral zu diesem Zeitpunkt seit über 30 Jahren vorlag (wenn auch ohne quantitative chemische Analyse), führte Alexander Jewgenjewitsch Fersman in seiner Zusammenfassung der bis 1923 bekannten neuen Minerale aus den Chibinen (russisch Новые минералы и редкие минеральные виды Хибинских и Ловозерених Тундр) den Lamprophyllit (russisch Лампрофиллит) an erster Stelle dieser neuen Minerale auf.

«Лампрофиллит, впервые отмеченный Рамзаем и Гакманом в 1890 г., описанный последним в 1894 г. (Fennia XI, No. 2, стр. 119). Анализа до сих пор не имелось. Кристаллы удлиненные по одной оси, угол призмы сколо 80°. Цвет золотисто-бурый. Имеет большое распространение, характерен для магматической фазы. Единственнuе месторождение в Хибинских и Ловозерских Тундрах.»

„Lamprofillit, wperwye otmetschenny Ramsaem i Gakmanom w 1890 g., opisanny poslednim w 1894 (Fennia XI, No. 2, str. 119). Analisa do sich por ne imelos. Kristally udlinennye po odnoj osi, ugol prismy skolo 80°. Zwet solotisto-bury. Imeet bolschoe rasprostranenie, charakteren dlja magmatitscheskoj fasy. Edinstwennue mestoroshdenie w Chibinskich i Lowoserskich Tundrach.“

„Lamprophyllit, erstmals 1890 von Ramsay und Hackmann festgestellt, 1894 von letzteren beschrieben (Fennia XI, Nr. 2, S. 119). Die Analyse liegt noch nicht vor. Kristalle sind entlang einer Achse langgestreckt, der Winkel des Prismas beträgt etwa 80°. Die Farbe ist goldbraun. Er ist weit verbreitet, charakteristisch für die magmatische Phase. Die einzigen Lagerstätten [befinden sich] in den Chibinen und Lowosero-Tundren.“

Auch Hintzes „Handbuch der Mineralogie“, das den state of the art zusammenfassende Standardwerk der damaligen Zeit, führte den Lamprophyllit noch nicht auf. Die erste umfangreichere Arbeit über das Mineral Lamprophyllit (Über Lamprophyllit aus den Chibinen und den Lowosero-Tundren, (russisch О лампрофиллите Хибинских и Ловозерских Тундр) stammt von Elsa Maximilianowna Bonschtedt-Kupletskaja). Im 1938 erschienenen „Ergänzungsband Neue Mineralien“ zum „Handbuch der Mineralogie“ wird das Mineral mit den oben genannten Quellen, insbesondere der Arbeit von Elsa Maximilianowna Bonschtedt-Kupletskaja, aufgeführt.
Für Lamprophyllit existiert kein Typmaterial.
Aufgrund der Entdeckung und Erstbeschreibung vor 1959 (tatsächlich vor über 130 Jahren) zählt der Lamprophyllit zu den Mineralen, die von der International Mineralogical Association (IMA) als Grandfathered bezeichnet werden und keine eigentliche IMA-Nummer besitzen.
Im Zuge der von der IMA im Jahre 2016 anerkannten Aufstellung der neuen Seidozerit-Supergruppe mit vier Untergruppen wurde Lamprophyllit neu definiert und wird in der aktuellen „IMA List of Minerals“ statt mit einer IMA-Nummer mit der Sammelbezeichnung „2016 s.p.“ („Special Procedure“) geführt.

## Klassifikation
Bereits in der mittlerweile veralteten, aber teilweise noch gebräuchlichen 8. Auflage der Mineralsystematik nach Strunz gehörte der Lamprophyllit zur Mineralklasse der „Silikate und Germanate“ und dort zur Abteilung der „Gruppensilikate (Sorosilikate)“, wo er zusammen mit Bafertisit, Barytolamprophyllit, Ericssonit, Rosenbuschit und Seidozerit die „Seidozerit-Lamprophyllit-Gruppe“ mit der System-Nr. VIII/B.10 bildete.
Im zuletzt 2018 überarbeiteten und aktualisierten Lapis-Mineralienverzeichnis nach Stefan Weiß, das sich aus Rücksicht auf private Sammler und institutionelle Sammlungen noch nach dieser alten Form der Systematik von Karl Hugo Strunz richtet, erhielt das Mineral die System- und Mineral-Nr. VIII/C.13-020. In der „Lapis-Systematik“ entspricht dies ebenfalls der Abteilung „Gruppensilikate“, wobei in den Gruppen VIII/C.07 bis 20 die Gruppensilikate mit der Baugruppe [Si2O7]6− und tetraederfremden Anionen (O,OH,F) eingeordnet sind. Lamprophyllit bildet hier zusammen mit Grenmarit, Seidozerit, Nabalamprophyllit, Fluorlamprophyllit, Lileyit, Emmerichit, Barytolamprophyllit, Ferroericssonit und Ericssonit die „Lamprophyllit-Reihe“.
Auch die seit 2001 gültige und von der International Mineralogical Association (IMA) zuletzt 2009 aktualisierte 9. Auflage der Strunz’schen Mineralsystematik ordnet den Lamprophyllit in die Abteilung der „Gruppensilikate (Sorosilikate)“ ein. Diese ist allerdings weiter unterteilt nach der Struktur der Silikatgruppen, der möglichen Anwesenheit zusätzlicher Anionen und der Koordinationszahl der beteiligten Kationen, so dass das Mineral entsprechend seiner Zusammensetzung und seinem Aufbau in der Unterabteilung „Si2O7-Gruppen mit zusätzlichen Anionen; Kationen in oktaedrischer [6] und größerer Koordination“ zu finden ist, wo es zusammen mit Barytolamprophyllit, Ericssonit, Grenmarit, Nabalamprophyllit, Orthoericssonit und Seidozerit die „Seidozerit-Lamprophyllit-Gruppe“ mit der System-Nr. 9.BE.25 bildet.
Die vorwiegend im englischen Sprachraum gebräuchliche Systematik der Minerale nach Dana ordnet den Lamprophyllit ebenfalls in die Klasse der „Silikate und Germanate“ und dort in die Abteilung der „Gruppensilikate“ ein. Hier ist er zusammen mit Barytolamprophyllit, Delindeit, Ericssonit, Orthoericssonit, Andrémeyerit, Eveslogit und Nabalamprophyllit in der „Seidozerit-Lamprophyllit-Gruppe (Lamprophyllit-Untergruppe)“ mit der System-Nr. 56.02.06c innerhalb der Unterabteilung „Gruppensilikate: Si2O7-Gruppen und O, OH, F und H2O mit Kationen in [4] und/oder >[4]-Koordination“ zu finden.

## Chemismus
Victor Axel Hackman wies im Lamprophyllit qualitative Gehalte an Mangan, Titan und Natrium nach.
Eine der ersten nasschemischen Analysen stammt von K. Beloglasow und lieferte 27,66 % SiO2; 20,83 % TiO2; 12,40 % ZrO2; 0,50 % Ce2O3; 0,52 % Al2O3; 2,89 % Fe2O3; 0,20 % MgO; 1,81 % CaO; 8,40 % SrO; 6,75 % BaO; 1,99 % MnO; 14,00 % Na2O; 1,42 % K2O und 0,67 % H2O (Summe 100,04 %). Die Gehalte an ZrO2 sind entweder eine Verunreinigung oder ein Fehler.
Eine Elektronenstrahlmikroanalyse an Lamprophyllit aus dem in Urtiten sitzenden Lamprophyllit-Aegirin-Mikroklin-Gang No. 40 am Berg Kukiswumtschorr ergab 30,64 % SiO2; 28,19 % TiO2; 0,12 % Al2O3; 2,96 % FeO; 0,51 % MgO; 1,01 % CaO; 12,00 % SrO; 8,58 % BaO; 2,47 % MnO; 11,90 % Na2O und 1,32 % K2O (Summe 99,70 %, keine Gehalte an Nb2O5, ZrO2, SEE2O3 nachweisbar).
Die offizielle Formel der IMA für Lamprophyllit lautet (SrNa)Ti2Na3Ti(Si2O7)2O2(OH)2 Sie ähnelt der von Victor N. Yakovenchuk und Kollegen angegebenen Formel (Sr,Ba,Na,Ca)2Na(Na,Mn,Fe)2Ti3O2[Si2O7]2(OH)2, welche idealerweise Gehalte von 30,45 % SiO2; 30,37 % TiO2; 26,26 % SrO; 11,78 % Na2O und 1,14 % H2O (Summe 100,00 %) erfordert.
Die allgemeine kristallchemische Formel für die mit Lamprophyllit verwandten Minerale kann nach Ramiza K. Rastsvetaeva und Kollegen wie folgt geschrieben werden:
[10-11]A2[[6]M1[6]M22[6]M3X2][[5]L2(Si2O7)2O2], wobei die Inhalte der O- und H-Schichten (oktaedrische Schichten und heteropolyedrische Schichten, vgl. hier) hochgestellt in eckigen Klammern in dieser Reihenfolge angegeben sind und die Buchstaben A, M1, M2, M3, L und X für die folgenden Ionen und Moleküle stehen:
- A = Ba, Sr, K, Na
- M1 = Na, Mn2+
- M2 = Na, Mn2+, Fe2+, Ca
- M3 = Ti, Mn2+, Mg, Fe3+, Fe2+
- L = Ti, Fe3+
- X = OH−, O2−, F−

Nach den Parametern der Einheitszelle und der Symmetrie lassen sich lamprophyllitverwandte Minerale in fünf Strukturtypen einteilen, wobei Lamprophyllit in den Polytypen Lamprophyllit-2M und Lamprophyllit-2O kristallisiert.
Auf Basis der vorliegenden Strukturdaten und chemischen Analysen haben Ramiza Rastsvetaeva und Kollegen daher folgende allgemeine kristallchemische Formel für den Lamprophyllit vorgeschlagen:
(Sr,Ba,K,Na)2Na(Na,Fe2+,Mn2+,Mg)2(Ti,Fe3+,Mg)Ti2(Si2O7)2O2(OH,O,F)2.
Diese Formel enthält die dominanten und wichtigsten untergeordneten Komponenten an verschiedenen Kationen- und Anionen-Positionen. Es wurden zahlreiche Versuche unternommen, die Endgliedformeln von Lamprophyllit (und Barytolamprophyllit) zu vereinfachen. Rastsvetaeva und Kollegen verweisen darauf, dass die Formel von Lamprophyllit aus den folgenden Gründen nicht angemessen und eindeutig durch die Endgliedzusammensetzungen mit ganzzahligen Koeffizienten sowie nur einer Komponente an jedem Ort idealisiert werden kann:
- es gibt verschiedene Möglichkeiten, die idealisierten Endgliedformeln zu schreiben – aber keine offensichtlichen Gründe, die eine Formel auf Kosten einer anderen zu bevorzugen;
- jede vereinfachte Formel mit ganzzahligen Koeffizienten spiegelt nicht die tatsächliche Zusammensetzung des Minerals wider: die Formel (SrNa)Na3Ti3(Si2O7)2O2(OH)2 spiegelt nicht die Vorherrschaft von Sr auf der A-Position wider; die Formel Sr2Na3Ti(Fe3+Ti)(Si2O7)2O2(OH)2 spiegelt nicht das Vorherrschen von Ti in der L-Position wider; die Formel Sr2Na3Ti3(Si2O7)2O2(OOH) spiegelt nicht das Vorherrschen von OH− auf der X-Position wider, usw.;
- jede Formel mit nur einer Komponente auf einer jeden Position ist nicht ladungsausgeglichen.

Die X-Anionen-Position wird in den Lamprophyllit-verwandten Mineralen zwischen zwei M2-Oktaedern und einem M3-Oktaeder geteilt. Je nach der Art der in diesen Oktaedern vorhandenen Kationen kann die X-Position mit OH−, F− oder O2− besetzt sein.
Von Elena Sokolova und Fernando Cámara wird die allgemeine Formel für den TS-Block der Titansilikate wie folgt angegeben:
AP2BP2MH2MO4(Si2O7)2X4+n, mit:
- MH2 und MO4 sind Kationen der H- und O-Schichten
- MH = Ti, Nb, Zr, Y, Mn, Ca + SEE, Ca
- MO = Ti, Zr, Nb, Fe3+, Fe2+, Mg, Mn, Zn, Ca, Na
- AP und BP = sind Kationen der peripheren (P) Schichten = Na, Ca + SEE, Ca, Zn, Ba, Sr, K
- X = Anionen = O2−, OH−, F−, H2O
- X4+n = XO4 + XPn, n = 0, 1, 1,5, 2, 4
- XP = XPM und XPA = apikale Anionen der MH- und AP-Kationen der Peripherie des TS-Blocks
- Die Stöchiometrie des Kernteils des TS-Blocks, MH2MO4(Si2O7)2XO4, ist in allen Strukturen invariant.[6]

Elena Sokolova und Fernando Cámara zufolge lauten die Formeln für die beiden Polytypen Lamprophyllit-2M und Lamprophyllit-2O wie folgt:
- Idealformel: (SrNa)Ti2Na3Ti(Si2O7)2O2(OH)2
- Kurzform für die Idealformel: Na3(SrNa)Ti3(Si2O7)2O2(OH)2

Lamprophyllit ist Namensgeber der Lamprophyllit-Gruppe, die wiederum in die von Elena Sokolova und Fernando Cámara aufgestellte Seidozerit-Obergruppe (Seidozerit-Supergruppe) gestellt wird. Unabhängig von den Beziehungen zu den anderen Vertretern der Lamprophyllit-Gruppe und der Seidozerit-Obergruppe ist Lamprophyllit das SrNa-dominante Analogon zum BaK–dominierten Barytolamprophyllit, (BaK)Ti2Na3Ti(Si2O7)2O2(OH)2, mit dem er auch eine (vollständige?) Mischkristallreihe bildet. Ferner ist Lamprophyllit auch das (OH)-dominante Analogon zum F-dominierten Fluorlamprophyllit, (SrNa)Ti2Na3Ti(Si2O7)2O2F2.

## Kristallstruktur

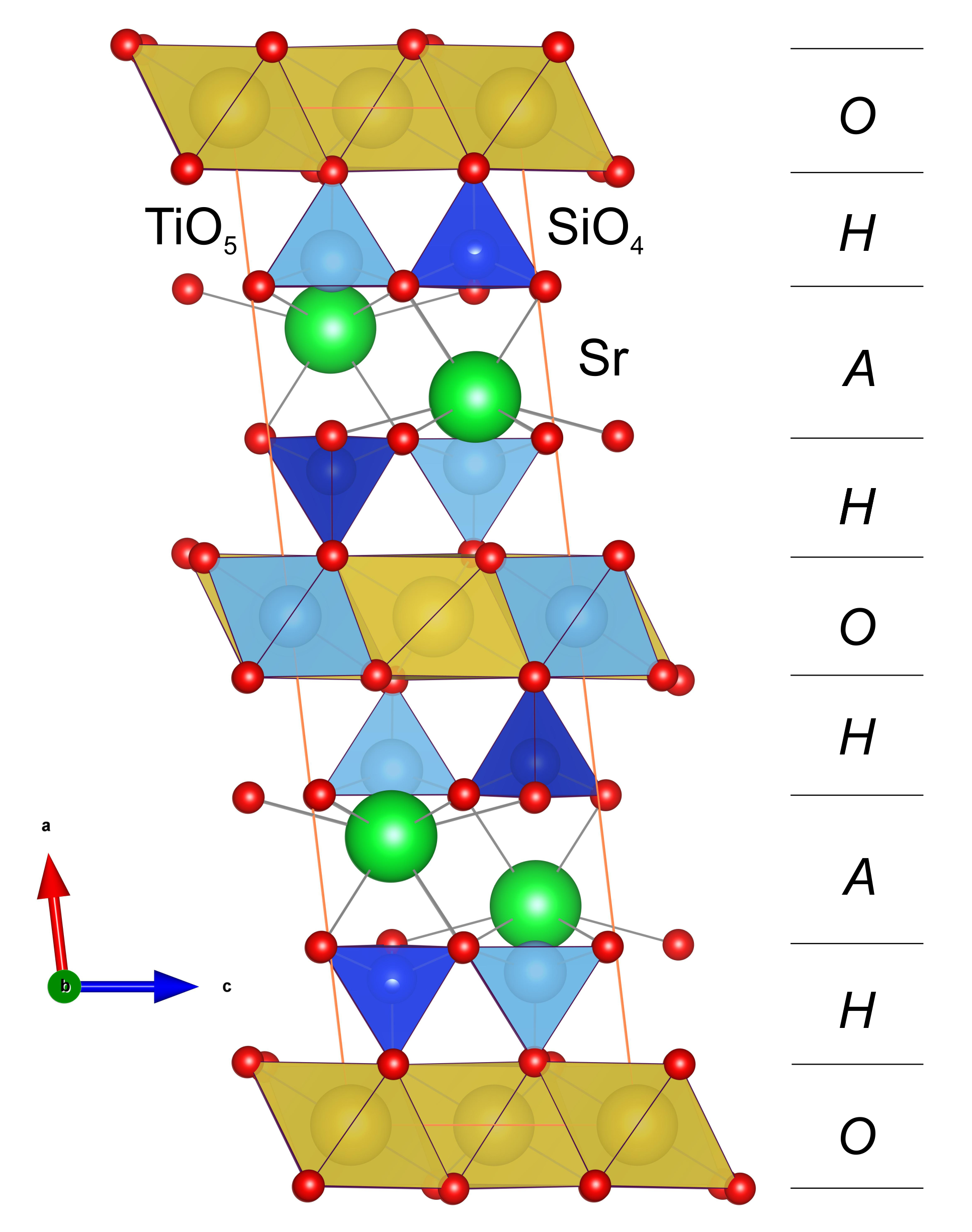
Räumliche Darstellung der Struktur von Lamprophyllit-2M in kationenzentrierter polyedrischer Darstellung mit Blick in Richtung der b-Achse [010]. Der orangefarbene Umriss zeigt die Einheitszelle. O und H entsprechen der oktaedrischen O-Schicht bzw. der heteropolyedrischen H-Schicht.
Farblegende:

Für Lamprophyllit existieren zwei verschiedene Polytypen.
Der Lamprophyllit der Erstbeschreibung ist Lamprophyllit-2M. Er kristallisiert im monoklinen Kristallsystem in der Raumgruppe C2/m (Raumgruppen-Nr. 12) mit den Gitterparametern a = 19,215 Å; b = 7,061 Å; c = 5,372 Å und β = 96,797° sowie zwei Formeleinheiten pro Elementarzelle.
Der Polytyp Lamprophyllit-2O kristallisiert im orthorhombischen Kristallsystem in der Raumgruppe Pnmn (Raumgruppen-Nr. 58, Stellung 5) mit den Gitterparametern a = 19,128 Å; b = 7,080 Å und c = 5,382 Å sowie zwei Formeleinheiten pro Elementarzelle.
Wie Ramiza K. Rastsvetaeva und Kollegen ausführen, beruhen die Kristallstrukturen der meisten Schichtsilikatminerale auf zweidimensionalen Schichten, die aus verschiedenen Arten von Modulen bestehen. Jedes Modul enthält eine zentrale, oktaedrische O-Schicht aus M-zentrierten Oktaedern mit gemeinsamen Kanten, die entweder mit einer oder zwei Schichten aus Si-zentrierten Tetraedern (T-Schichten) oder (im Fall von Heterophyllosilikaten) mit zwei gemischten heteropolyedrischen H-Schichten (welche Si-zentrierte Tetraeder und L-zentrierte Oktaeder oder „Semioktaeder“ genannte tetragonale Pyramiden enthalten) verknüpft sind. In Heterophyllosilikaten sind die O- und H-Schichten über gemeinsame Sauerstoff-Atome so miteinander verknüpft, dass sie HОН-Module bilden, welche die Werte von zwei Gitterparametern bestimmen: ≈ 5,4 Å und ≈ 7,1 Å (üblicherweise als a und b bezeichnet). Heterophyllosilikate lassen sich formal aus reinen Phyllosilikaten ableiteten, indem tetraedrische (T) Schichten durch gemischte (heteropolyedrische) Schichten, die entweder fünffach oder sechsfach koordinierte L-Kationen enthalten, ersetzt werden.
In den Kristallstrukturen der Lamprophyllit-verwandten Minerale führt die Verschiebung der H-Schichten gegenüber der O-Schicht zu topologischen Veränderungen der HOH-Module, während gegenseitige Verschiebungen der zusammengesetzten HOH-Module in der bc-Ebene zur Bildung von 2M- und 2O-Polytypen führen. Eine weitere Quelle kristallchemischer Vielfalt ist die Ordnung der Zwischenschichtkationen. Alle bekannten Lamprophyllit-verwandten Minerale lassen sich nach ihrer chemischen Zusammensetzung, den Parametern ihrer Einheitszellen, ihren topologischen Merkmalen und ihrer Symmetrie in fünf Strukturtypen unterteilen. Zum Typ I (Lamprophyllit-2M-Typ) zählen neben Lamprophyllit-2M noch Fluorlamprophyllit-2M, „Oxylamprophyllit“-2M, Barytolamprophyllit-2M, das K-Analogon von Barytolamprophyllit-2M, „Fluorbarytolamprophyllit-2M“, Ericssonit-2M, Ferroericssonit-2M, Lileyit-2M und Emmerichit-2M. Der Typ II (Lamprophyllit-2O-Typ) umfasst die 2O-Polytypen der Lamprophyllit-Gruppe, zu denen neben Lamprophyllit–2O auch Barytolamprophyllit-2O und Ericssonit-2O gehören.
In allen Strukturen der Seidozerit-Obergruppe ist der TS-Block (Titan-Silikat-Block) die Hauptstruktureinheit. Er besteht aus einer zentralen O-Schicht (O = oktaedrisch) und zwei benachbarten H-Schichten (H = heteropolyedrisch), wobei in den H-Schichten Si2O7-Gruppen vorkommen. Die Minerale der Seidozerit-Obergruppe werden anhand des Ti-Gehalts, der Topologie und der Stereochemie des TS-Blocks in vier Gruppen unterteilt: In der Rinkit-, Bafertisit-, Lamprophyllit- und Murmanit-Gruppe beträgt die Anzahl der Ti-Atome (+ Nb + Zr + Fe3+ + Mg + Mn) = 1, 2, 3 bzw. 4 Atome pro Formeleinheit (apfu). Alle TS-Block-Strukturen bestehen entweder nur aus TS-Blöcken oder aus zwei Arten von Blöcken: dem TS-Block und einem I-Block (I = Intermediär), der Atome zwischen zwei TS-Blöcken umfasst. In der Regel besteht der I-Block aus Alkali- und Erdalkali-Kationen, H2O-Gruppen und Oxyanionen (PO4)3−, (SO4)2− und (CO3)2−.
In der Lamprophyllit-Gruppe ist der TS-Block durch Ti (+ Nb + Fe3+ + Mg) = 3 apfu gekennzeichnet; Ti kommt in der O-Schicht (1 apfu) und in der H-Schicht (2 apfu) vor. Hier tritt der Verknüpfungstyp 1 auf: Si2O7-Gruppen der beiden H-Schichten verbinden sich mit trans-Kanten des kleinen Ti-Oktaeders der O-Schicht; 1 MO = Ti, selten Fe3+, Mg; 3 MO = hauptsächlich Na, selten Zn; untergeordnet Ca, Mn, Fe2+, Mg; [5,6]MH = Ti, Nb; AP = Ba, Na, (SrNa), (BaK), (BaNa); BP = Ba. In den Mineralen der Lamprophyllit-Gruppe gibt es zwei Arten der Selbstverknüpfung von TS-Blöcken:
- TS-Blöcke sind nicht direkt miteinander verbunden, zusätzliche Kationen kommen im I-Raum nicht vor (m = 0) und die TS-Blöcke sind durch Wasserstoffbrückenbindungen von H2O-Gruppen an den XP-Positionen verbunden, wie in Epistolit
- die TS-Blöcke sind nicht direkt verbunden, und es existieren zusätzliche Schichten von Kationen im I-Block zwischen benachbarten TS-Blöcken wie in Lamprophyllit sensu stricto  und Vuonnemit.[6]

## Eigenschaften

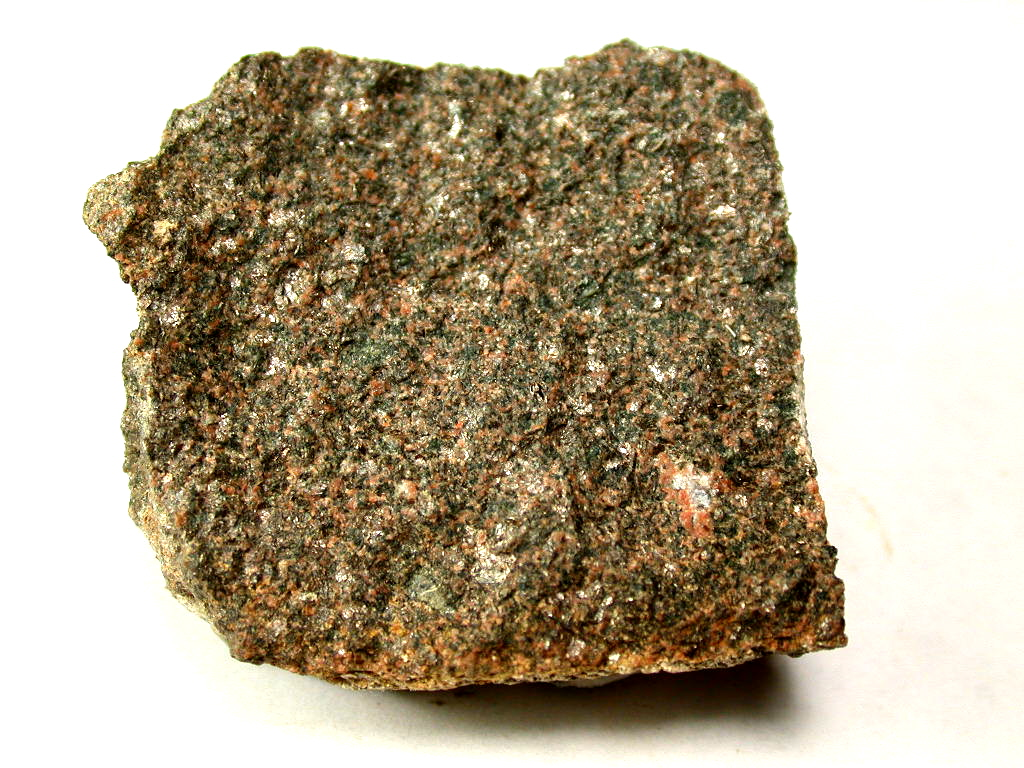
Kristalline Masse mit zahlreichen Lamprophyllit-Aggregaten von einem Fundort auf der Halbinsel Kola, Oblast Murmansk, Russland. Größe der Stufe: 3,8 cm × 3,6 cm.

### Morphologie
Lamprophyllit bildet nach {100} plattige und nach der c-Achse [001] gestreckte Kristalle bis zu 20 cm Länge und 5 cm Breite. Ihre tragende Form ist das vordere Pinakoid a {100}. Während die Vertikalprismenzone und auch die Prismen in der [010]-Zone gut entwickelt sind, weisen die Kristalle hingegen nur selten Endflächen auf. Neben {100} gehören zur Tracht noch die Formen {20.3.0}, {530}, {110}, {130}, {102}, {304}, {101}, {301}, {551}, {111} und {851}. Zwillinge nach {100} sind weit verbreitet, seltener ist eine polysynthetische Zwillingsbildung.
Lamprophyllit findet sich ferner in sternförmigen Clustern und garbenförmigen sowie radialstrahligen Aggregaten. Solche Lamprophyllit-Aggregate können Durchmesser bis zu 40 cm erreichen, finden sich vor allem in Pegmatiten und hydrothermalen Gängen und werden dort meist von Aegirin, Arfvedsonit, Lomonosovit, Pektolith, Fenaksit und Delhayelith begleitet. Am Berg Njorkpachk tritt Lamprophyllit in Aegiriniten in Form von großen, dunkel bronzefarbenen Kristallen (bis zu 15 cm Länge und 3 cm Breite) mit einer deutlichen Streifung nach [100] auf den Flächen des Pinakoids {001} und des Prismas parallel der a-Achse {013} auf. Ähnliche Kristalle durchdringen grobkristallinen Pektolith in in Urtiten sitzenden Aegirin-Mikroklin-Gängen am Berg Kukiswumtschorr.

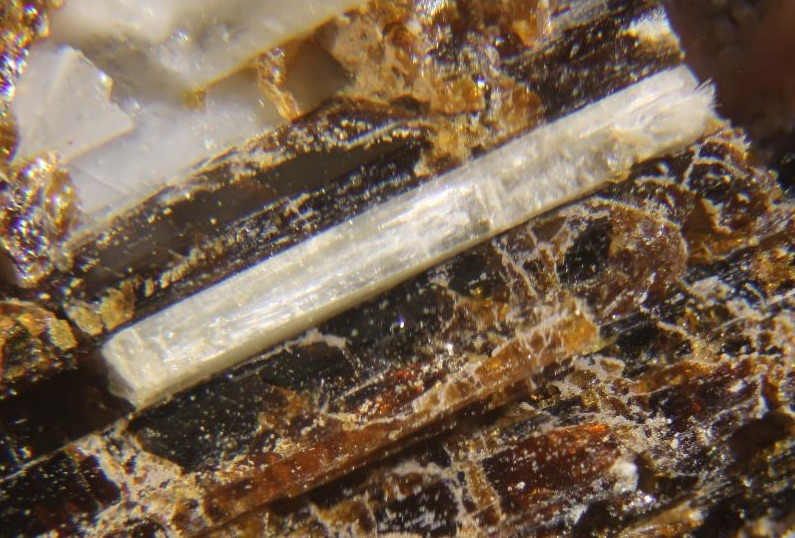
Kukisvumit zwischen Lamprophyllit-Aggregaten. Kukiswumtschorr, Chibinen, Halbinsel Kola, Oblast Murmansk, Russland. Größe der Stufe: 3,5 cm × 2,5 cm × 1,0 cm.

Lamprophyllit wird häufig durch faserigen Aegirin korrodiert. Bei der Verdrängung von Lamprophyllit durch Lorenzenit werden fliederfarbene, dem Murmanit ähnelnde Pseudomorphosen gebildet. Bei der Verwitterung wird Lamprophyllit durch eine Mixtur aus Anatas, Goethit, Opal und Baryt ersetzt. Im in Urtiten sitzenden Aegirin-Mikroklin-Gang No. 40 im Kirower Erzberggwerk am Berg Kukiswumtschorr wird Lamprophyllit durch Kukisvumit verdrängt (vgl. das nebenstehende Bild).

### Physikalische und chemische Eigenschaften
In der älteren Literatur wird die Farbe der Kristalle des Lamprophyllits mit goldig-braun bis braun, in neueren Zusammenstellungen mit bronzebraun, dunkelbraun, bräunlichgelb, strohgelb oder rötlichbraun mit goldfarbenem Stich angegeben. Ihre Strichfarbe ist blass bräunlichgelb oder blassgelb bis gelb, mitunter mit orangefarbenem Stich. Die Oberflächen des opaken, nur in dünnen Plättchen durchscheinenden Lamprophyllits zeigen einen halbmetallartigen Glanz.
Lamprophyllit besitzt eine diesem Glanz entsprechende mittelhohe bis hohe Lichtbrechung (nα = 1,735–1,749; nβ = 1,747–1,754; nγ = 1,770–1,781) und eine mittelhohe Doppelbrechung (δ = 0,032). Unter dem Polarisationsmikroskop zeigt der zweiachsig positive Lamprophyllit im durchfallenden Licht gelbliche Farbtöne und einen deutlichen Pleochroismus von X = gelb über Y = strohgelb nach Z = orange oder strohgelb.
Lamprophyllit besitzt eine sehr gute, glimmerartige Spaltbarkeit nach {110} und eine unvollkommene Spaltbarkeit nach {010}. Auf den Spaltflächen nach {100} lassen sich noch zwei weitere, unvollkommene Spaltungsrichtungen beobachten, die sich unter einem Winkel von ca. 65° schneiden. Lamprophyllit bricht aufgrund seiner Sprödigkeit aber ähnlich wie Amblygonit bzw. Galenit, wobei die Bruchflächen uneben (wie beim Amblygonit) oder stufig (wie beim Galenit) ausgebildet sind. Das Mineral weist eine Mohshärte von 2 bis 3 auf und gehört damit zu den weichen bis mittelharten Mineralen, die sich ähnlich gut wie das Referenzmineral Gips mit dem Fingernagel noch ritzen lassen. Die gemessene Dichte für Lamprophyllit wurde in der Erstbeschreibung mit 3,48–3,53 g/cm³ angegeben. Die berechnete Dichte beträgt 3,48 g/cm³.

### Chemische Eigenschaften
Lamprophyllit schmilzt vor dem Lötrohr leicht zu einer schwarzen Kugel. Von Salzsäure, HCl, und ihrer Mischung mit Salpetersäure, HNO3, wird das Mineralpulver unter Zurücklassung eines Kieselsäureskeletts leicht zersetzt. Bei Erhitzung in konzentrierter Schwefelsäure, H2SO4, wird das Mineralpulver hingegen langsam zersetzt. Eine in Wasser gegossene klare Sulfatlösung ergibt einen Niederschlag von Bariumsulfat, BaSO4. In einer Mischung von Flusssäure, HF, in Schwefelsäure löst sich Lamprophyllit schon bei schwacher Erhitzung leicht auf – die entstehende Lösung trübt sich beim Stehen ein und ergibt ebenfalls einen Niederschlag von Bariumsulfat.

## Bildung und Fundorte

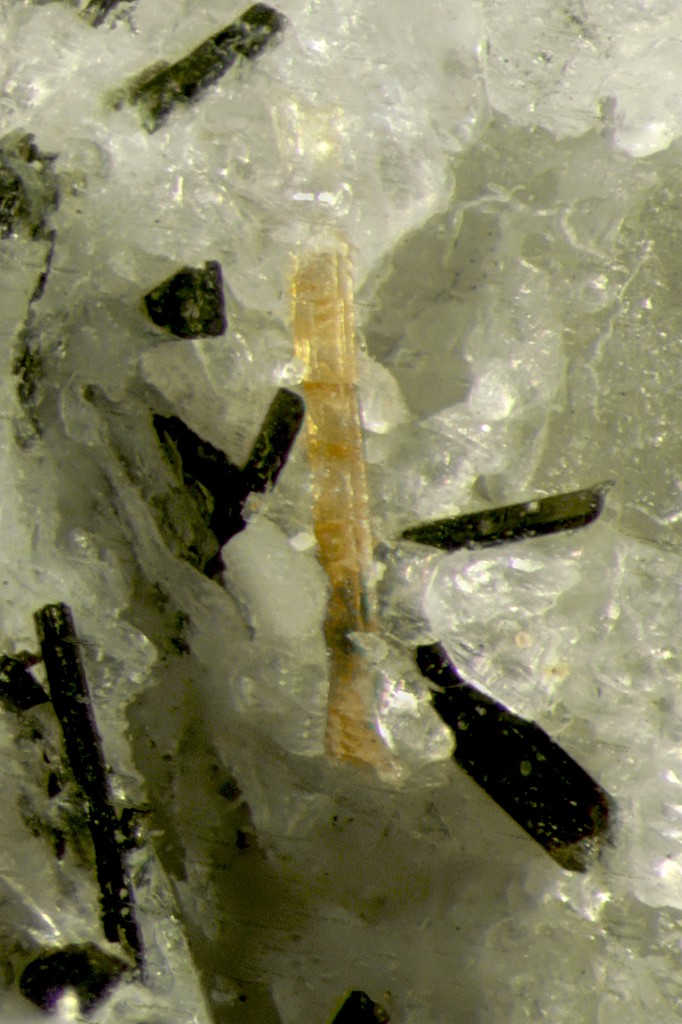
Gelblicher Lamprophyllit-Kristall von 2 mm Länge in einem Sodalith-Xenolith aus dem Poudrette Quarry am Mont Saint-Hilaire, Québec, Kanada

Lamprophyllit ist ein typisches akzessorisches Mineral in Nephelinsyeniten und verwandten Gesteinen sowie in deren Pegmatiten. In den Chibinen ist er ein charakteristisches interstitielles Begleitmineral in den Foyaiten des äußeren Teils des Massivs außerhalb des Zentralrings – stellt aber ein seltenes Mineral in den Foyaiten im Zentrums des Massivs sowie in Rischorriten, Melteigiten-Urtiten, Apatit-Nephelin-Gesteinen und Hornfelsen am Zentralring des Massivs dar. In den Lujavriten der Chibinen ist er eines der zuletzt gebildeten Minerale und jünger als die dunklen Hauptgemengteile sowie des Großteils der Akzessorien wie Rinkit, Fluorapatit, Titanit und Eudialyt.
Lamprophyllitführende Pegmatite in den Chibinen führen als Begleitminerale des Lamprophyllits Aegirin, Arfvedsonit, Aenigmatit, Mosandrit-(Ce) („Rinkolit“), Eudialyt, Feldspat (Mikroklin) und Nephelin. Ausnahmsweise tritt Lamprophyllit zusammen mit Pektolith auf. In den Lowosero-Tundren kommt Lamprophyllit in Lujavriten und in Pegmatiten vor und wird von Aegirin, Arfvedsonit, Eudialyt, Lorenzenit („Ramsayit“), Murmanit, Neptunit, Sodalith, Nephelin, Feldspat und Natrolith begleitet. Weitere Begleitminerale des Lamprphyllits in den Chibinen und Lowosero-Tundren sind Lomonosovit, Villiaumit, Fenaksit und Delhayelith. Im alkalischen Ringkomplex Pilanesberg nördlich von Rustenburg in Südafrika wird die Paragenese des Lamprophyllits von Mikroklin, Nephelin, Aegirin, Pektolith, Katapleiit, Calcit, Fluorit und Analcim gebildet. Fotos in der Datenbank Mindat.org zeigen als Parageneseminerale des Lamprophyllits ferner Betalomonosovit, Astrophyllit, Zirsinalith, Terskit und Thermonatrit.
Als seltene Mineralbildung wurde der Lamprophyllit bisher (Stand 2021) erst von ca. 70 Fundpunkten beschrieben.
Eine Typlokalität ist für Lamprophyllit nicht definiert. Obwohl er erstmals in den Lowosero-Tundren und wenig später auch in den Chibinen gefunden wurde, wird als „Typlokalität“ allgemein nur die Halbinsel Kola in Russland angegeben.
Weitere Lamprophyllit liefernde Lokalitäten sind:
- in Russland
  - verschiedene Fundstellen in den Chibinen in der Oblast Murmansk auf der Halbinsel Kola
  - verschiedene Fundstellen in den Lowosero-Tundren im Rajon Lowozero in der Oblast Murmansk auf der Halbinsel Kola
  - die Kovdor Phlogopite Mine im Kovdor-Massiv bei Kowdor, Oblast Murmansk auf der Halbinsel Kola
  - die Alkaligesteinsintrusion Niwa (russisch Щелочная интрузия Нива), Oblast Murmansk auf der Halbinsel Kola
  - das Alkaligesteinsmassiv Turi, Halbinsel Turi (russisch Турий полуостров), Oblast Murmansk auf der Halbinsel Kola
  - die Chromdiopsid-Lagerstätte Inagli (russisch Инагли) im gleichnamigen Massiv auf dem Aldan-Schild (russisch Алданский щит) in Süd-Jakutien, Föderationssubjekt Sacha (Jakutien)
  - die Tausonitovaja Gorka (russisch Таусонитовая горка, deutsch Tausonit-Hügel) am Ditmar-Bach im Alkaligesteinskomplex des Murun-Massivs (russisch Мурунский массив) am Zusammenfluss der Ströme Tschara und Tokko auf dem Aldan-Schild am „Dreiländereck“ der Oblast Irkutsk, der Republik Sacha (Jakutien) und der ehemaligen Oblast Tschita (heute Teil der Region Transbaikalien) in Russland
  - das ca. 100 km nordöstlich der Nordspitze des Baikalsees liegende Alkaligesteinsmassiv Burpala (russisch Бурпала массив) am Fluss Maigunda im Becken der Mama, Burjatien, Föderationskreis Ferner Osten
  - das ultrabasische Alkaligesteinsmassiv Kondjor (russisch Кондёр), Rajon Ajano-Maiski, Region Chabarowsk, Ferner Osten
  - das ultrabasische Alkaligesteinsmassiv Odichintscha (russisch массив Одихинча) im Becken der Flüsse Maimetscha (russisch Маймеча) und Kotui (russisch Котуй), Region Krasnojarsk, Föderationskreis Sibirien
- der Basaltsteinbruch Graulay bei Hillesheim unweit Gerolstein, Vulkaneifel, Rheinland-Pfalz, Deutschland
- der Langdons Point im Cygnet-District der Huon-Channel-Region, Huon Valley Municipality, Tasmanien, Australien
- der Tinguait-Steinbruch Bortolan, Morro do Serrote und die Aufschlüsse Pedra Balão, alle im Complexo alcalino de Poços de Caldas, Poços de Caldas, Bundesstaaten Minas Gerais und São Paulo, Brasilien
- der Ice River Alkaline Complex in der Golden Mining Division, British Columbia, Kanada
- der Red Wine Alkaline Complex, Labrador, Neufundland und Labrador, Kanada
- Mann 2 (Ten Mile Lake), Alkaligesteinskomplex Seal Lake (Letitia Lake), Labrador, Neufundland und Labrador, Kanada
- der Poudrette Quarry im Mont-Saint-Hilaire-Komplex, Regionale Grafschaftsgemeinde La Vallée-du-Richelieu, Montérégie, Québec, Kanada
- die Uran-SEE-Lagerstätte Saima im gleichnamigen Komplex, Autonomer Kreis Kuandian, bezirksfreie Stadt Dandong, Liaoning, China
- der Gardiner-Plateau-Komplex am Fjord Kangersertuaq und der Werner-Bjerge-Alkaligesteinskomplex, Kommuneqarfik Sermersooq, Grönland
- der Fluss Kotaki Kotakigawa, Itoigawa, Präfektur Niigata, Honshū, Japan
- die Lake Malombe Vents, Mangochi im gleichnamigen Distrikt, Southern Region, Malawi
- der 18 × 6 km große alkalisch-peralkalische Komplex Jebel Bou-Agrao auf dem Nordabhang des zentralen Hohen Atlas bei Amersid unweit vom Aït Oufella Caïdat und 20 km südsüdöstlich von Midelt, Provinz Midelt, Drâa-Tafilalet, Marokko
- der Komplex Cerro Sarambí, Departamento Amambay, Paraguay
- der Alkaligesteinskomplex Elk, Powiat Ełcki, Woiwodschaft Ermland-Masuren, Polen
- der Cancrinit-führende Nephelinsyenit bei Ditrău, Kreis Harghita, Region Siebenbürgen, Rumänien
- Pilanesberg im gleichnamigen alkalischen Ringkomplex nördlich von Rustenburg, Distrikt Bojanala Platinum, Provinz Nordwest, Südafrika
- Ol Doinyo Lengai im Distrikt Ngorongoro, Region Arusha im nördlichen Tansania
- der Steinbruch Dimitrijewski (russisch Дмитриевский карьер) bei Mariupol, Oktjabrski (Mariupolski) Massiv (russisch Октябрьский (Мариупольский) массив), Rajon Nowoasowsk, Oblast Donezk, Ukraine
- das Hot Spring County, Arkansas, USA
- der Gem Park Complex, Fremont County, Colorado, USA
- Nephelinsyenit-Pegmatite am Pegmatite Peak, Bearpaw Mountains, Hill County, Montana, USA
- kaliumreiche Alkaligesteine (Malignite und Mikronephelinyenite) durchsetzende Nephelinsyenit-Pegmatitgänge bei Gordon Butte in den Crazy Mountains, Meagher County, Montana, USA

Fundorte für Lamprophyllit aus Österreich und der Schweiz sind damit unbekannt.

## Verwendung
Lamprophyllit besitzt keinerlei ökonomische Bedeutung, ist jedoch aufgrund seiner großen und attraktiven Kristalle und Aggregate ein bei Sammlern geschätztes und begehrtes Mineral.